# Hestemakrel
Hestemakrellen (trachurus trachurus) er en op til 40 centimeter lang pigfinnefisk, der især er udbredt i Middelhavet og ved Vestafrika og træffes som strejfer i danske farvande. Den kan ligne en almindelig makrel, men rygfinnerne sidder tæt sammen. Desuden er den anden rygfinne og gatfinnen ikke opdelt i småfinner som hos fisk i makrelfamilien. Hestemakrellen kan spises, men er dog ikke lige så god som makrellen, idet kødet er tørrere og mere benet. Navnet hestemakrel fortæller netop, at fisken ikke er en lige så god spise som makrel, da man i gamle dage brugte at sætte forleddet -heste foran madvarer af ringe værdi. Andre eksempler er: Hestereje og hestekastanje.

## Forekomst
Hestemakrellen er udbredt i store dele af det østlige Atlanterhav, fra Sydafrika til Vestnorge, med hovedudbredelse i Middelhavet og farvandene omkring Vestafrika. Om sommeren gæster den de danske farvande fra Nordsøen.

## Levevis
Hestemakrel er en stimefisk og lever ned til omkring 100 meters dybde, dog dybere om vinteren. Hestemakrellen jager krebsdyr og yngel af andre stimefisk som ansjos, sardin og sild.
Den gyder i Nordsøen i maj-juni, længere sydpå tidligere. Hunnen kan gyde op til 140.000 æg. Ynglen er pelagisk og danner småstimer mellem fangarmene hos brandmænd.